# Siuzanna Valodzka
Siuzanna Valodzka (en bielorruso: Сюзанна Валодзька; Maguilov, 17 de agosto de 2000) es una deportista bielorrusa que compite en halterofilia.
Ganó dos medallas en el Campeonato Europeo de Halterofilia, en los años 2024 y 2025, en la categoría de 71 kg.
Participó en los Juegos Olímpicos de París 2024, ocupando el cuarto lugar en la categoría de 71 kg.

## Palmarés internacional
| Campeonato Europeo | Campeonato Europeo  | Campeonato Europeo | Campeonato Europeo |
| Año                | Lugar               | Medalla            | Categoría          |
| ------------------ | ------------------- | ------------------ | ------------------ |
| 2024               | Sofía (Bulgaria)    | Medalla de plata   | 71 kg              |
| 2025               | Chisináu (Moldavia) | Medalla de bronce  | 71 kg              |